# 대한민국 형사소송법 제254조
대한민국 형사소송법 제254조는 공소제기의 방식과 공소장에 대한 형사소송법의 조문이다.

## 조문
제254조(공소제기의 방식과 공소장) ① 공소를 제기함에는 공소장을 관할법원에 제출하여야 한다.
②공소장에는 피고인수에 상응한 부본을 첨부하여야 한다.
③공소장에는 다음 사항을 기재하여야 한다.
1. 피고인의 성명 기타 피고인을 특정할 수 있는 사항
2. 죄명
3. 공소사실
4. 적용법조
④공소사실의 기재는 범죄의 시일, 장소와 방법을 명시하여 사실을 특정할 수 있도록 하여야 한다.
⑤수개의 범죄사실과 적용법조를 예비적 또는 택일적으로 기재할 수 있다.

第254條(公訴提起의 方式과 公訴狀) ① 公訴를 提起함에는 公訴狀을 管轄法院에 提出하여야 한다.
②公訴狀에는 被告人數에 相應한 副本을 添附하여야 한다.
③公訴狀에는 다음 事項을 記載하여야 한다.
1. 被告人의 姓名 其他 被告人을 特定할 수 있는 事項
2. 罪名
3. 公訴事實
4. 適用法條
④公訴事實의 記載는 犯罪의 時日, 場所와 方法을 明示하여 事實을 特定할 수 있도록 하여야 한다.
⑤數個의 犯罪事實과 適用法條를 豫備的 또는 擇一的으로 記載할 수 있다.

## 참고 문헌
- 손동권 신이철, 새로운 형사소송법(초판, 2013), 세창, 2013. ISBN 9788984114081
- 박달현. (2025). 형사소송법 제254조 제5항의 ‘수개의 범죄사실’의 해석과 범죄사실과 적용법조의 예비적 또는 택일적 기재에 관한 체계적 이해. 강원법학, 78, 223-266.

## 같이 보기
- 공소장